# Ashes (álbum)
Ashes es el primer álbum de estudio del DJ, productor musical y músico estadounidense Illenium, lanzado el 15 de febrero de 2016. El álbum incluye seis sencillos, incluidos dos bonus tracks.
En una entrevista sobre el álbum, Illenium dijo: "Quería crear algo atemporal. La música tiene esta forma loca de entrar en la vida de las personas y eliminar por completo sus problemas y luchas por un momento. Permite a las personas respirar y estar en el momento mientras también llevarlos a una realidad diferente. Mi esperanza es que este álbum haga eso y cree un vínculo con el oyente y la música para siempre".

## Lanzamiento
El primer sencillo, "Spirals", una colaboración con Sound Remedy con King Deco, fue lanzado el 17 de mayo de 2015.
El segundo sencillo, "I'll Be Your Reason", fue lanzado el 15 de junio de 2015.
El tercer sencillo "Jester", una colaboración con Chilled Velvet, fue lanzado el 16 de diciembre de 2015.
El cuarto y quinto sencillo "Afterlife" con Echos y "Fortress" con Joni Fatora fueron lanzados junto con el álbum el 15 de febrero de 2016.
El sexto sencillo, "Bring Forth the Pressure", una colaboración con Dirt Monkey, fue lanzado el 6 de mayo de 2016.

## Lista de canciones
| N.º | Título                                                     | Duración |  |
| 1.  | «Reverie» (con King Deco)                                  | 4:59     |  |
| 2.  | «Fortress» (con Joni Fatora)                               | 3:23     |  |
| 3.  | «With You» (con Quinn XCII)                                | 3:06     |  |
| 4.  | «Sleepwalker» (con Joni Fatora)                            | 4:10     |  |
| 5.  | «It's All on U» (con Liam O'Donnell)                       | 3:24     |  |
| 6.  | «Spirals» (con Sound Remedy y King Deco)                   | 6:01     |  |
| 7.  | «Without You» (con SKYLR)                                  | 3:52     |  |
| 8.  | «Only One» (con Nina Sung)                                 | 4:12     |  |
| 9.  | «I'll Be Your Reason»                                      | 3:39     |  |
| 10. | «Afterlife» (con Echos)                                    | 6:04     |  |
| 11. | «Jester» (con Chilled Velvet) (bonus track)                | 3:01     |  |
| 12. | «Bring Forth the Pressure» (con Dirt Monkey) (bonus track) | 2:45     |  |

## Posicionamiento en lista
| Lista (2016)                             | Posición |
| ---------------------------------------- | -------- |
| Estados Unidos (Dance/Electronic Albums) | 6        |
| Estados Unidos (Top Heatseekers Albums)  | 19       |